# Bob Willis Trophy
Die Bob Willis Trophy war ein nationaler First-Class-Cricket-Wettbewerb in England und Wales und wurde vom 1. August bis zum 26. September 2020 ausgetragen. Der Wettbewerb ersetzte die auf Grund der COVID-19-Pandemie nicht ausgetragenen Saison 2020 der County Championship. Essex zum Gewinner des Turniers gekürt, nach dem sie im Finale gegen Somerset das im Remis endete nach dem ersten Innings vorne lagen.

## Vorgeschichte
Ursprünglich war die erste Runde der County Championship 2020 für den 12. April geplant und sollte mit der letzten Runde am 25. September 2020 enden. Zunächst wurde die Saison bis zum 28. Mai, dann bis Juli aufgeschoben. Auch boten die Vereinigten Arabischen Emirate an, Teile der englischen Saison auszutragen. Am 29. Juni gab der ECB bekannt, dass die Saison am 1. August beginnen wird, was am 7. Juli durch die Counties bestätigt wurde.

## Format
Die 18 First Class Counties wurden nach regionalen Gesichtspunkten in drei Gruppen eingeteilt und bestreiten jeweils ein Spiel gegen die fünf Gruppengegner.  Für einen Sieg erhielt ein Team zunächst 16 Punkte, für ein Unentschieden (beide Mannschaften erzielen die gleiche Anzahl an Runs) 8 Punkte. Konnte kein Ergebnis erzielt werden, und endete das Spiel in einem Remis, bekamen beide Mannschaften 8 Punkte. Zusätzlich bestand die Möglichkeit in den ersten 110 Over des ersten Innings Bonuspunkte zu sammeln. Dabei wurden bis zu 5 Punkte für erzielte Runs und bis zu 3 Punkte für erzielte Wickets ausgegeben. Das erste Innings ist für beide Mannschaften auf 120 Over begrenzt. Des Weiteren war es möglich, dass Mannschaften Punkte abgezogen bekamen, wenn sie beispielsweise zu langsam spielten, oder der Platz nicht ordnungsgemäß hergerichtet war. Die beiden bestplatzierten Mannschaften bestritten das Finale.

## Resultate

### Gruppe North
Tabelle
Der Stand der Tabelle der Gruppe North zum 9. September 2020.
| Team            | Sp. | S | N | R | Bat | Bwl | Ded | Punkte |
| --------------- | --- | - | - | - | --- | --- | --- | ------ |
| Yorkshire       | 5   | 3 | 0 | 2 | 11  | 12  | 0   | 87     |
| Derbyshire      | 5   | 2 | 1 | 2 | 13  | 13  | 0   | 74     |
| Lancashire      | 5   | 2 | 1 | 2 | 7   | 11  | 0   | 66     |
| Nottinghamshire | 5   | 0 | 2 | 3 | 20  | 15  | 0   | 59     |
| Leicestershire  | 5   | 1 | 2 | 2 | 4   | 13  | 0   | 49     |
| Durham          | 5   | 0 | 2 | 3 | 7   | 10  | 0   | 41     |

Sieg: 16 Punkte; Remis: 8 Punkte
Spiele
| 1. – 4. August Scorecard | Nottingham | Nottinghamshire 324 (77.2) & 279 (83.2) | – | Derbyshire 239 (71) & 363-7 (120.4) |
|                          |            | Derbyshire gewinnt mit 3 Wickets        |   |                                     |

| 1. – 4. August Scorecard | Chester-le-Street | Durham 103 (58.4) & 266 (109.2) | – | Yorkshire 199 (62.4) & 172-4 (44.4) |
|                          |                   | Yorkshire gewinnt mit 6 Wickets |   |                                     |

| 1. – 4. August Scorecard | Worcester | Lancashire 322 (107.5) & 236 (109.1) | – | Leicestershire 409-8d (119) & 150-3 (15.4) |
|                          |           | Leicestershire gewinnt mit 7 Wickets |   |                                            |

| 8. – 11. August Scorecard | Leicester | Leicestershire 199 (68) & 220 (80.3) | – | Derbyshire 408 (106.4) & 12-1 (4) |
|                           |           | Derbyshire gewinnt mit 9 Wickets     |   |                                   |

| 8. – 11. August Scorecard | Nottingham | Yorkshire 264 (81.2) & 278 (108) | – | Nottinghamshire 355 (95.1) & 97 (29.2) |
|                           |            | Yorkshire gewinnt mit 90 Runs    |   |                                        |

| 8. – 11. August Scorecard | Chester-le-Street | Durham 180 (78.3) & 110 (42.1)                   | – | Lancashire 308 (105.1) |
|                           |                   | Lancashire gewinnt mit einem Innings und 18 Runs |   |                        |

| 15. – 18. August Scorecard | Leicester | Durham 291-8d (89.1) & 0-0d | – | Leicestershire 0-0d & 208-3 (63.5) |
|                            |           | Remis                       |   |                                    |

| 15. – 18. August Scorecard | Nottingham | Nottinghamshire 472 (119.5) | – | Lancashire 173 (64.3) & 120 (40) (f/o) |
|                            |            | Remis                       |   |                                        |

Die ist ein Heimspiel für Lancashire, dass auf Grund der Belegung des Stadions in Manchester in Nottingham ausgetragen wurde.
| 15. – 18. August Scorecard | Leeds | Yorkshire 400-6d (101.1) | – | Derbyshire 300-7d (107.1) |
|                            |       | Remis                    |   |                           |

| 22. – 25. August Scorecard | Leeds | Yorkshire 260 (93) | – | Lancashire 195-5 (69) |
|                            |       | Remis              |   |                       |

| 22. – 25. August Scorecard | Chester-le-Street | Durham 337-9d (114) | – | Derbyshire 355-3 (98) |
|                            |                   | Remis               |   |                       |

| 22. – 25. August Scorecard | Leicester | Leicestershire 222 (74.1) & 237-4 (91.2) | – | Nottinghamshire 343-8d (99.5) |
|                            |           | Remis                                    |   |                               |

| 6. – 9. September Scorecard | Leicester | Lancashire 219 (101.3) & 356-6d (72.2) | – | Derbyshire 195 (93.3) & 202 (90.4) |
|                             |           | Lancashire gewinnt mit 178 Runs        |   |                                    |

| 6. – 9. September Scorecard | Nottingham | Durham 294 (103) & 329 (140) | – | Nottinghamshire 422 (101) & 82-1 (9.2) |
|                             |            | Remis                        |   |                                        |

| 6. – 9. September Scorecard | Leeds | Leicestershire 124 (48.2) & 161 (51) | – | Yorkshire 252 (69) & 37-0 (6.2) |
|                             |       | Yorkshire gewinnt mit 10 Wickets     |   |                                 |

### Gruppe Central
Tabelle
Der Stand der Tabelle der Gruppe Central zum 25. August 2020.
| Team             | Sp. | S | N | R | Bat | Bwl | Ded | Punkte |
| ---------------- | --- | - | - | - | --- | --- | --- | ------ |
| Somerset         | 5   | 4 | 0 | 1 | 10  | 15  | 0   | 97     |
| Worcestershire   | 5   | 2 | 1 | 2 | 14  | 12  | 0   | 74     |
| Warwickshire     | 5   | 0 | 1 | 4 | 7   | 14  | 0   | 53     |
| Northamptonshire | 5   | 1 | 2 | 2 | 4   | 13  | 0   | 49     |
| Gloucestershire  | 5   | 1 | 2 | 2 | 3   | 10  | 0   | 45     |
| Glamorgan        | 5   | 0 | 2 | 3 | 6   | 13  | 0   | 43     |

Sieg: 16 Punkte; Remis: 8 Punkte
Spiele
| 1. – 4. August Scorecard | Bristol | Gloucestershire 267 (96.3) & 270     | – | Worcestershire 428-5 (120) & 113-2 |
|                          |         | Worcestershire gewinnt mit 8 Wickets |   |                                    |

| 1. – 4. August Scorecard | Taunton | Somerset 296 (81) & 290-8d (80.1) | – | Glamorgan 131 (46.1) & 166 (64.2) |
|                          |         | Somerset gewinnt mit 289 Runs     |   |                                   |

| 1. – 4. August Scorecard | Birmingham | Northamptonshire 142 (51) & 507-6d (175) | – | Warwickshire 369-8 (120) |
|                          |            | Remis                                    |   |                          |

| 8. – 11. August Scorecard | Bristol | Gloucestershire 210 (96.3) & 275 (95) | – | Worcestershire 247 (90.3) & 160 (60.1) |
|                           |         | Gloucestershire gewinnt mit 78 Runs   |   |                                        |

| 8. – 11. August Scorecard | Northampton | Somerset 166 (47.2) & 222 (39.1) | – | Northamptonshire 67 (32) & 154 (43) |
|                           |             | Somerset gewinnt mit 167 Runs    |   |                                     |

| 8. – 11. August Scorecard | Worcester | Worcestershire 455-8 (120) & 276-6d (71) | – | Glamorgan 374 (116.3) & 141-7 (50.4) |
|                           |           | Remis                                    |   |                                      |

| 15. – 18. August Scorecard | Birmingham | Warwickshire 121 (45.2) & 140-8 (56) | – | Somerset 413-9d (99) |
|                            |            | Remis                                |   |                      |

| 15. – 18. August Scorecard | Cardiff | Glamorgan 116 (59.3) & 197-8 (91) | – | Gloucestershire 181 (64.2) |
|                            |         | Remis                             |   |                            |

| 15. – 18. August Scorecard | Northampton | Worcestershire 219 (64.3) & 255-6d (86) | – | Northamptonshire 212 (61) & 184 (40.4) |
|                            |             | Worcestershire gewinnt mit 78 Runs      |   |                                        |

| 22. – 25. August Scorecard | Northampton | Glamorgan 259 (67) & 261 (53.5)        | – | Northamptonshire 332 (108.2) & 192-4 (42.3) |
|                            |             | Northamptonshire gewinnt mit 6 Wickets |   |                                             |

| 22. – 25. August Scorecard | Taunton | Somerset 237 (72.2) & 223-1d (54) | – | Gloucestershire 76 (38.2) & 70 (35.3) |
|                            |         | Somerset gewinnt mit 314 Runs     |   |                                       |

| 22. – 25. August Scorecard | Worcester | Warwickshire 355-9d (119.1) & 68-0 | – | Worcestershire 410-7 (120) |
|                            |           | Remis                              |   |                            |

| 6. – 9. September Scorecard | Worcester | Somerset 251 (83.1) & 193 (70.4) | – | Worcestershire 200 (62) & 184 (71.2) |
|                             |           | Somerset gewinnt mit 60 Runs     |   |                                      |

| 6. – 9. September Scorecard | Cardiff | Warwickshire 186 (66.3) & 347-7d (88.5) | – | Glamorgan 203 (68.4) & 265-9 (95) |
|                             |         | Remis                                   |   |                                   |

| 6. – 9. September Scorecard | Bristol | Gloucestershire 66-6 (29.4) | – | Northamptonshire |
|                             |         | Remis                       |   |                  |

Spiel wurde nach dem Lunch am ersten Tag abgebrochen, nachdem ein positiver Covid-19-Test bei einem Spieler von Northamptonshire bekannt wurde.

### Gruppe South
Tabelle
Der Stand der Tabelle der Gruppe South zum 9. September 2020.
| Team      | Sp. | S | N | R | Bat | Bwl | Ded | Punkte |
| --------- | --- | - | - | - | --- | --- | --- | ------ |
| Essex     | 5   | 4 | 0 | 1 | 6   | 12  | 0   | 90     |
| Kent      | 5   | 3 | 1 | 1 | 12  | 15  | 1   | 82     |
| Middlesex | 5   | 2 | 2 | 1 | 8   | 14  | 0   | 62     |
| Hampshire | 5   | 2 | 2 | 1 | 4   | 13  | 0   | 57     |
| Surrey    | 5   | 1 | 4 | 0 | 8   | 12  | 0   | 36     |
| Sussex    | 5   | 1 | 4 | 0 | 9   | 11  | 0   | 36     |

Sieg: 16 Punkte; Remis: 8 Punkte
Spiele
| 1. – 4. August Scorecard | London (Oval) | Middlesex 347-6d (111.3) & 347-6d (70.2) | – | Surrey 282 (101) & 123 (62.5) |
|                          |               | Middlesex gewinnt mit 190 Runs           |   |                               |

| 1. – 4. August Scorecard | Hove | Sussex 176 (61.1) & 221 (71) | – | Hampshire 153 (62.2) & 150 (43.1) |
|                          |      | Sussex gewinnt mit 94 Runs   |   |                                   |

| 1. – 4. August Scorecard | Chelmsford | Kent 387 (104.3) & 112 (49.1) | – | Essex 298 (108.2) & 202-8 (69.4) |
|                          |            | Essex gewinnt mit 2 Wickets   |   |                                  |

| 8. – 11. August Scorecard | Chelmsford | Essex 262 (95.4) & 261 (75.4) | – | Surrey 187 (75.3) & 167 (75.1) |
|                           |            | Essex gewinnt mit 169 Runs    |   |                                |

| 8. – 11. August Scorecard | Canterbury | Sussex 332 (94.3) & 173 (46.1)             | – | Kent 530-1 (120) |
|                           |            | Kent gewinnt mit einem Innings und 25 Runs |   |                  |

| 8. – 11. August Scorecard | Radlett | Middlesex 252 (73.5) & 201 (53) | – | Hampshire 296 (111) & 161-7 (61.3) |
|                           |         | Hampshire gewinnt mit 3 Wickets |   |                                    |

| 15. – 18. August Scorecard | Canterbury | Middlesex 269 (269) & 169-1d (40) | – | Kent 191 (64.1) & 70-0 (14) |
|                            |            | Remis                             |   |                             |

| 15. – 18. August Scorecard | Hove | Sussex 194 (77.1) & 141 (56.5) | – | Essex 140 (55.3) & 199-7 (45.5) |
|                            |      | Essex gewinnt mit 3 Wickets    |   |                                 |

| 15. – 18. August Scorecard | Arundel | Surrey 172 (49) & 74 (32.4)                     | – | Hampshire 298 (80.4) |
|                            |         | Hampshire gewinnt mit einem innings und 52 Runs |   |                      |

| 22. – 25. August Scorecard | Arundel | Essex 249-3 (78) | – | Hampshire |
|                            |         | Remis            |   |           |

| 22. – 25. August Scorecard | Radlett | Sussex 293 (87.5) & 102 (35.5)  | – | Middlesex 203 (68) & 193-5 (54) |
|                            |         | Middlesex gewinnt mit 5 Wickets |   |                                 |

| 22. – 25. August Scorecard | London (Oval) | Kent 342 (103.1) & 127 (46.5) | – | Surrey 278 (91.4) & 174 (48.1) |
|                            |               | Kent gewinnt mit 17 Runs      |   |                                |

| 6. – 9. September Scorecard | Chelmsford | Middlesex 138 (53.3) & 150 (69.5) | – | Essex 236 (73) & 52-1 (13.5) |
|                             |            | Essex gewinnt mit 9 Wickets       |   |                              |

| 6. – 9. September Scorecard | Canterbury | Hampshire 191 (75) & 159 (64.1) | – | Kent 170 (61) & 185-3 (41.5) |
|                             |            | Kent gewinnt mit 7 Wickets      |   |                              |

| 6. – 9. September Scorecard | London (Oval) | Sussex 415 (118.3) & 128 (38.2) | – | Surrey 388 (113.5) & 157-4 (44.5) |
|                             |               | Surrey gewinnt mit 6 Wickets    |   |                                   |

## Finale
| 23. – 26. September Scorecard | London (Lord’s) | Somerset 301 (102) & 272-7d (76) | – | Essex 337-8 (120) & 179-6 (80.3) |
|                               |                 | Remis                            |   |                                  |

Essex gewann auf Grund des Vorsprungs im ersten Innings.